# Proteína H-NS
A proteína de estruturação do nucleoide similar às histonas ou proteína de estruturação do nucleoide estável ao calor (H-NS, do inglês histone-like nucleoide-structuring protein ou heat-stable nucleoid-structuring protein) é uma proteína bacteriana da família das Proteínas Similares às Histonas (Histone-like Proteins). Seu papel é o de regular a expressão gênica, através da repressão do gene a nível de transcrição.

## Estrutura
H-NS é uma proteína neutra composta por 137 aminoácidos, e existe em solução como um homodímero.

## Função
A função da H-NS é regular a transcrição de genes do DNA bacteriano. A proteína se liga majoritariamente ao DNA curvo, comumente encontrado próximo a genes promotores.